# جون لوك كوشارد
جون لوك كوشارد هو ممثل بلجيكي، ولد في 14 يوليو 1969 في بلجيكا.

## أعمال

### أفلام
- (2007) تاكسي 4
- (2009) البارونات
- (2011) أسوأ كابوس لي[5]
- (2011) لاشيء للادلاء به[6]

## وصلات خارجية
- جون لوك كوشارد على موقع IMDb (الإنجليزية)
- جون لوك كوشارد على موقع روتن توميتوز (الإنجليزية)
- جون لوك كوشارد على موقع قاعدة بيانات الأفلام العربية
- جون لوك كوشارد على موقع ألو سيني (الفرنسية)
- جون لوك كوشارد على موقع أول موفي (الإنجليزية)
- جون لوك كوشارد على موقع قاعدة بيانات الأفلام السويدية (السويدية)
- جون لوك كوشارد على موقع قاعدة بيانات الفيلم (الإنجليزية)
- جون لوك كوشارد على موقع كينوبويسك (الروسية)